# Meikayla Moore
Meikayla Moore, née le 4 juin 1996 à Christchurch, est une footballeuse internationale néo-zélandaise évoluant au poste de défenseure centrale à Glasgow City.
Son cousin, Josh McKay, est un joueur professionnel de rugby à XV.

## Biographie
Elle participe aux Jeux olympiques d'été de 2020 organisés à Tokyo, où elle joue les trois matchs du premier tour.
Le 20 février 2022, elle inscrit trois buts contre son camp en 36 minutes de jeu lors d'un match de SheBelieves Cup opposant la Nouvelle-Zélande aux États-Unis. Elle est ensuite remplacée à la 40e minute, et ses coéquipières s'inclineront finalement sur le score de 5-0.